# Oberüttfeld

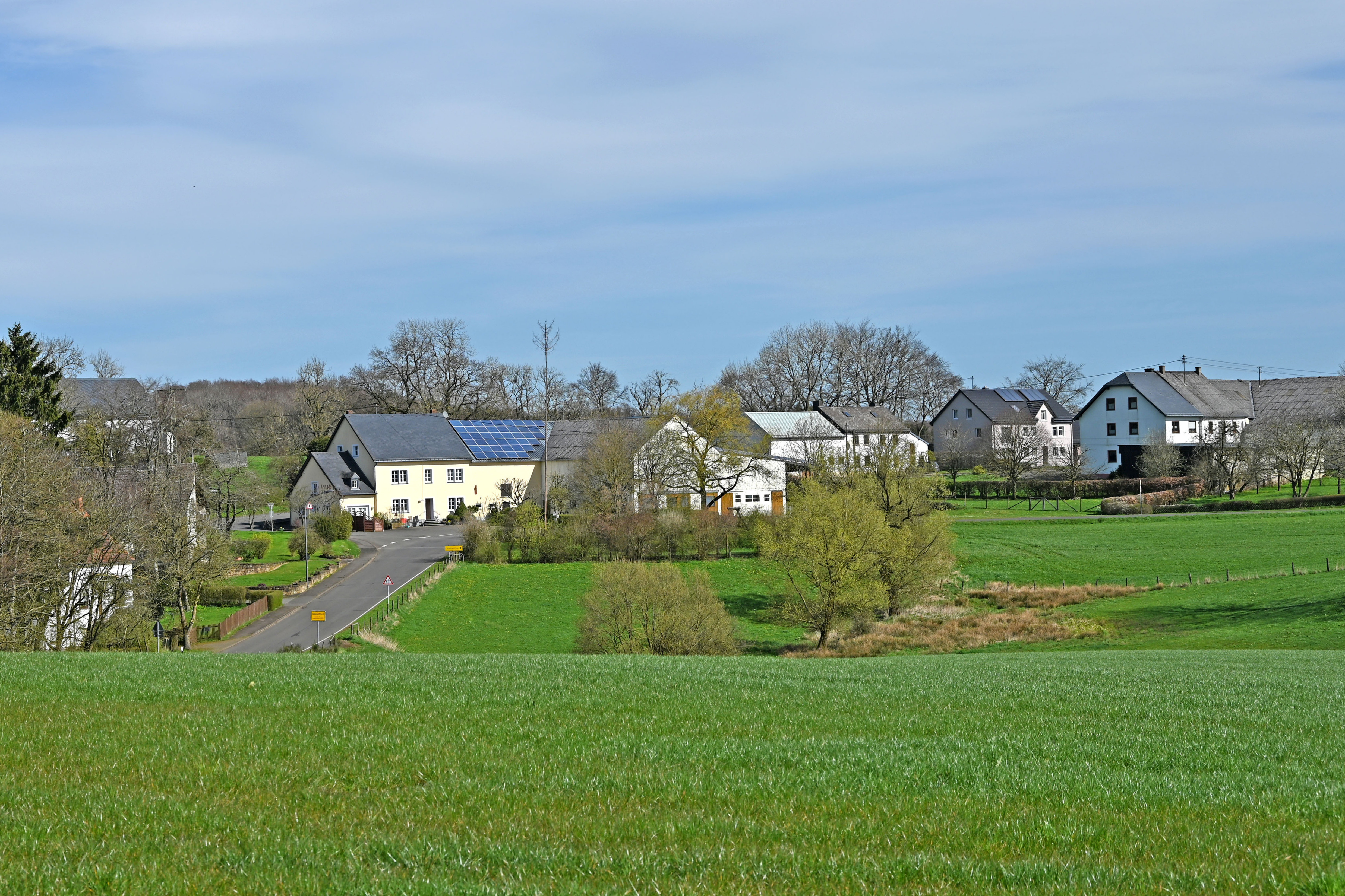
Oberüttfeld von Süden

Oberüttfeld ist ein Ortsteil der Ortsgemeinde Üttfeld im Eifelkreis Bitburg-Prüm in Rheinland-Pfalz.

## Geographische Lage
Oberüttfeld befindet sich im nördlichen Teil des Gemeindegebietes Üttfeld und grenzt im Süden an den Ortsteil Niederüttfeld an. Der Ort ist von umfangreichen landwirtschaftlichen Nutzflächen und einem ausgedehnten Waldgebiet im Osten umgeben. Südlich von Oberüttfeld fließt ein Ausläufer des Mannerbaches und nördlich des Ortes der Waldbierbach.
Zu Oberüttfeld gehören auch die Wohnplätze Bahnhof Üttfeld, Deisterwald, Forsthaus Hofswald und Spielmannsholz.

## Geschichte

### Ortsgeschichte
Die Ortschaften in der heutigen Gemeinde Üttfeld gehörten vor 1794 zur Meierei Binscheid in der Herrschaft Dasburg, welche Teil des Herzogtums Luxemburg war. Unter französischer Verwaltung gehörte das Gebiet zum Kanton Arzfeld, im Departement der Wälder.
Aufgrund der Beschlüsse des Wiener Kongresses wurde das vormals luxemburgische Gebiet östlich der Sauer und der Our  1815 dem Königreich Preußen zugeteilt. Unter der preußischen Verwaltung  kam Oberüttfeld im Jahr 1816 zum neu gebildete Kreis Prüm im Regierungsbezirk Trier und gehörte zur Bürgermeisterei Eschfeld.
Die Gemeinde Üttfeld wurde am 1. Juli 1971 aus den bis dahin selbständigen Ortsgemeinden Binscheid (damals 141 Einwohner), Huf (damals 87), Niederüttfeld (damals 98) und Oberüttfeld (damals 222) neu gebildet.

### Villa rustica
In den Jahren 1990 und 1992 betrieb das Rheinische Landesmuseum Trier genauere Untersuchungen an einer villa rustica, die zwischen Ober- und Niederüttfeld entdeckt wurde. Man konnte eine Badeanlage und Teile eines beheizbaren Raumes freilegen. Die Rekonstruktion des Gebäudes beschreibt Maße von 40 {\displaystyle \times } 18 m, mit Orientierung nach Süden. Ferner fand man Keramik aus dem  1. bis 4. Jahrhundert n. Chr. sowie ein Eichenholz aus dem Zeitraum zwischen 76 und 125 n. Chr.

## Kultur und Sehenswürdigkeiten

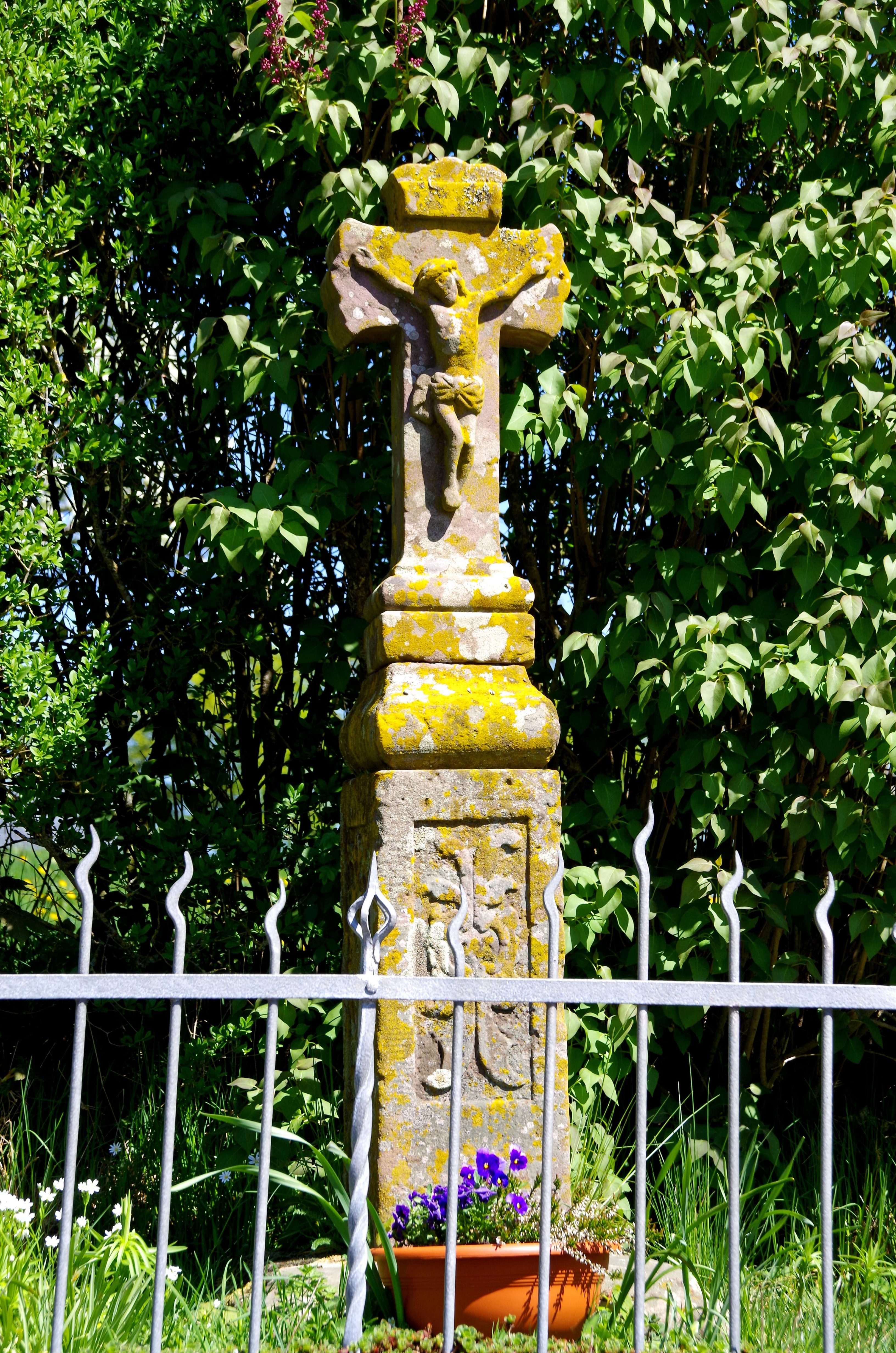
Schaftkreuz

### Wegekreuze
Innerhalb der Ortslage befindet sich ein Schaftkreuz des sogenannten Sefferner Typs. Dieses stammt aus der zweiten Hälfte des 18. Jahrhunderts und besteht aus einem Schaftfuß mit Rankenornament sowie einem Abschlusskreuz mit Korpus und doppelt gespaltenen Balkenenden. Der Schaft selbst fehlt zum Teil.
Ein weiteres Wegekreuz befindet sich an der Straße nach Niederüttfeld. Hier liegen keine genaueren Angaben vor.

### Westwallbunker
Auf dem Gemeindegebiet von Oberüttfeld befinden sich insgesamt 19 Bunkeranlagen des ehemaligen Westwalls. Es handelt sich um 16 Bunker, einen Panzerabwehrkanonen-Stand, eine Regiments-Befehlsstelle und einen Sanitätsstand.

## Wirtschaft und Infrastruktur

### Unternehmen
In Oberüttfeld befinden sich ein Friseursalon, ein Landschaftsgestalter sowie eine Ferienunterkunft.

### Verkehr
Es existiert eine regelmäßige Busverbindung.
In der Nähe des Ortes verläuft die Landesstraße 9. Oberüttfeld ist durch die Kreisstraße 118 erschlossen.